# Läderdvärgspindel
Läderdvärgspindel (Cnephalocotes obscurus) är en spindelart som först beskrevs av John Blackwall 1834.  Läderdvärgspindel ingår i släktet Cnephalocotes och familjen täckvävarspindlar. Arten är reproducerande i Sverige. Inga underarter finns listade i Catalogue of Life.